# Altina Schinasi
Altina Schinasi (4. srpna 1907 New York – 19. srpna 1999 Santa Fe) byla americká sochařka, filmařka, podnikatelka, dekoratérka, návrhářka a vynálezkyně. Je známá svým návrhem designu tzv. harlekýnových brýlí, obecně známých jako kočičí brýle.

## Život

### Mládí
Narodila se 4. srpna 1907 v sídle rodiny Schinasi na Manhattanu. Byla nejmladším dítětem Morrise Schinasiho, sefardského Žida narozeného v Manise v Turecku, který zbohatl na mezinárodním obchodu s tabákem. Vzdělávání získávala nejprve doma a později navštěvovala prestižní střední školy v Bronxu a Wellesley, Massachusetts. Poté odjela se svou sestrou do Paříže, kde studovala malbu. Když se vrátila do Spojených států amerických, rozhodla se pro uměleckou školu.
V roce 1928 se provdala za architekta Morrise Sanderse. Měli spolu dva syny, kteří se oba stali režiséry.

### Dekoratérka výloh
Pracovala jako dekoratérka pro obchody na Fifth Avenue. Během této práce se setkala s Salvadorem Dalím, který byl pověřen navržením dvou výloh pro Bonwit Teller.
Německý umělec George Grosz, kterého Altina obdivovala, se po útěku před Hitlerovým režimem v roce 1932 usadil v New Yorku. Altina, ve svých dvaceti letech již rozvedená matka dvou dětí, studovala u Grosze ve škole, kterou založil a kde se opět setkala se Salvadorem Dalím.

### Rámečky brýlí Harlekýn

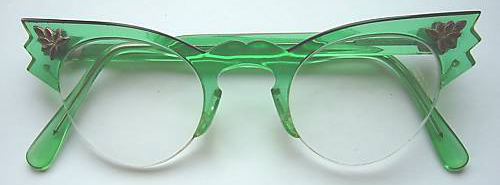
Obroučky brýlí Harlekýn

Průlom v její kariéře přišel, když vytvořila a uvedla na trh rámečky brýlí Harlekýn, který definoval módu konce 30. let.
Nápad na tento design se zrodil při její procházce ulicí, kdy se cítila zklamaná z nevýrazných rámečků v okně optika. Rozhodla se tedy vytvořit rámeček, který vyjadřuje hravost, tajemství a romantiku. Vycházela z masky harlekýna, což dalo brýlím jejich původní název. Velcí výrobci brýlí ji odmítli s tím, že její design je příliš odvážný. Začala tedy s výrobou i marketingem sama a brzy se brýle staly hitem po celých Spojených státech amerických.
Za svůj radikální přístup k brýlím získala ocenění Lord & Taylor Annual American Design Award a časopisy Vogue a Life prohlásily její návrh za revoluci v průmyslu a estetice brýlí.

### Kalifornská léta
V 40. letech se přestěhovala do Los Angeles, kde nejprve rozšířila, ale později prodala svůj obchod s brýlemi, a poté se věnovala umění. V Los Angeles pracovala jako arteterapeutka a malířka nástěnných maleb v experimentálním duševním zdravotnickém středisku Synanon.
V Kalifornii také natočila dokumentární film George Grosz' Interregnum, který byl nominován na Oscara a získal první cenu na Filmovém festivalu v Benátkách. Po úspěchu tohoto dokumentu se začala zajímat o pochod Martina Luthera Kinga na Washington, na jehož zfilmování získala práva. Avšak, financování filmu se jí nepodařilo zabezpečit a film tak nikdy nevznikl.

### Chairacters
Inspirací k vytvoření „chairacters”, řady uměleckých sedadel, byla fotka prázdných židlí Henriho Cartier-Bressona. Její „chairacters” byly prezentovány na obálce Los Angeles Times Magazine.

### Soukromý život a závěr života
Po rozvodu manželství s Morrisem Sandersem se ve 40. letech provdala za vídeňského lékaře a klavírního virtuóza Erica Barretta. Poté, co Barrett zemřel na tuberkulózu, se provdala za Charlese Careyho. Později se přestěhovala do Santa Fe v Novém Mexiku, kde žila se svým čtvrtým manželem, malířem Celestinem Mirandou. Její vnoučka v roce 2014 natočila o jejím životě dokument, nazvaný Altina.

## Odkaz
Harlekýnové brýle se staly tak silně spojené s ženskými brýlemi, že je kreslíř Gary Larson pravidelně používal k identifikaci dospělých ženských postav. Při příležitosti jejích 116. narozenin v roce 2023 ji Google vzdal hold pomocí Doodle s doprovodným textem: „Všechno nejlepší k narozeninám ženě, která byla vícenásobnou vizionářkou”.